# Labrus
Labrus je rod morskih rib iz družine ustnač, v katerega so bile doslej uvrščene štiri vrste:
- Labrus bergylta Ascanius, 1767 (pegasta ustnača)
- Labrus merula  Linnaeus, 1758 (vrana)
- Labrus mixtus Linnaeus, 1758 (smokva)
- Labrus viridis  Linnaeus, 1758 (drozd)